# Мінарет Кесік
36°52′57″ пн. ш. 30°42′22″ сх. д. / 36.88258° пн. ш. 30.70606° сх. д.

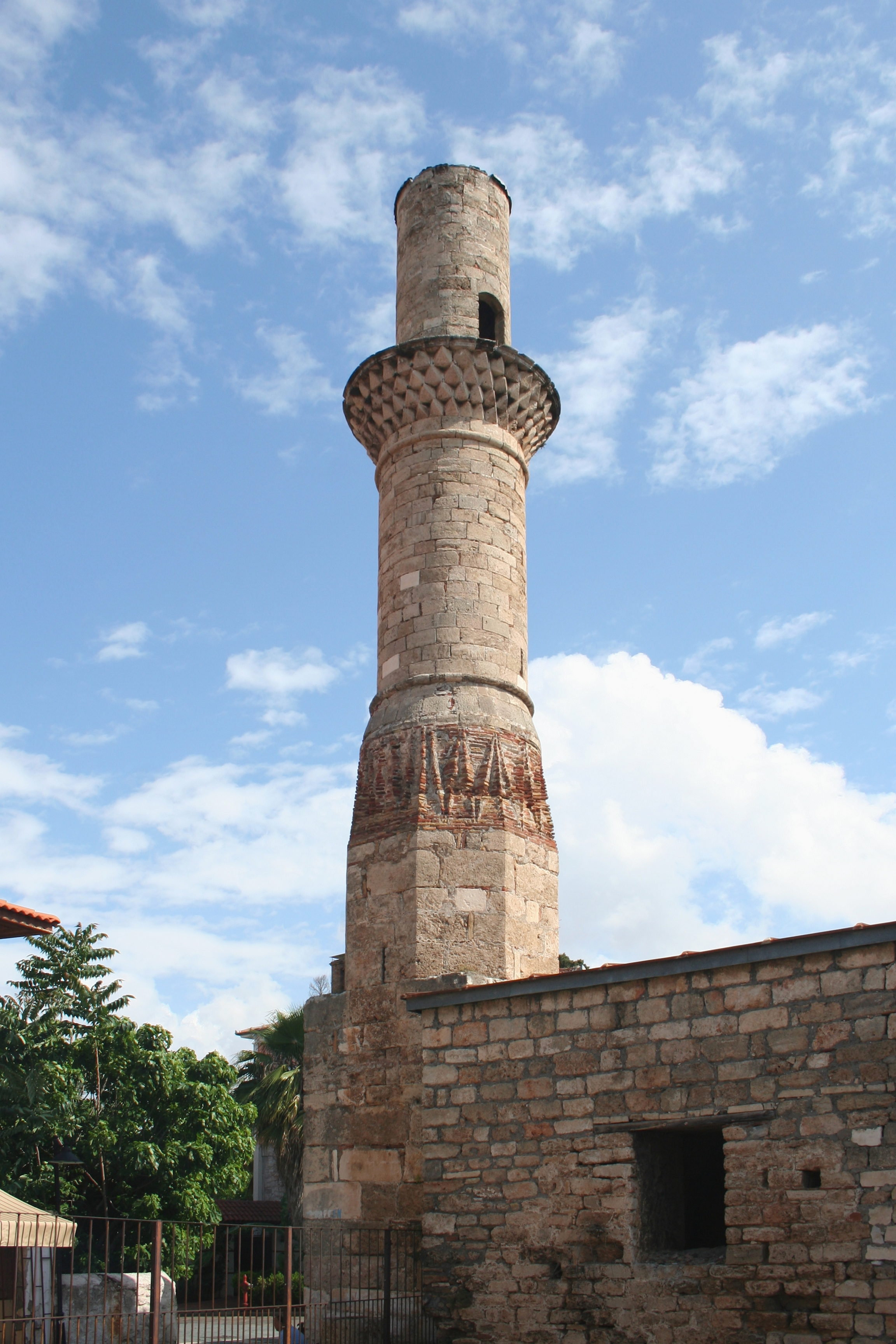
Кесік ("зламаний") мінарет

Мечеть Мінарет Кесік, розташована у старому місті (Калєічі) в Анталії, Туреччина. 

## Історія
Побудований у ІІ столітті н.е. як римський храм, у VII ст. перетворений на візантійську церкву на честь Діви Марії, був серйозно пошкоджений під час арабських нападів (VII ст.). Будівлю відновили у IX ст. На початку XII ст. сельджуки захопили Анталію, а церкву перетворили на мечеть та прибудували оригінальний мінарет. А коли Кіпрський король хрестоносців забрав Анталію у сельджуків у 1361 році, мечеть знову стала церквою до часів правління Шехзаде Коркута. 
ПІд час пожежі 1800 рр. головна будівля мечеті була зруйнована, лишився лиш надламаний мінарет, через який за ним з тих пір і закріпилась назва — Кесік Мінарет (тур. Зламаний мінарет). Під час реконструкції у 2019 році відновлено верхній конус та балкони, яких бракувало протягом 123 років. 

## Галерея

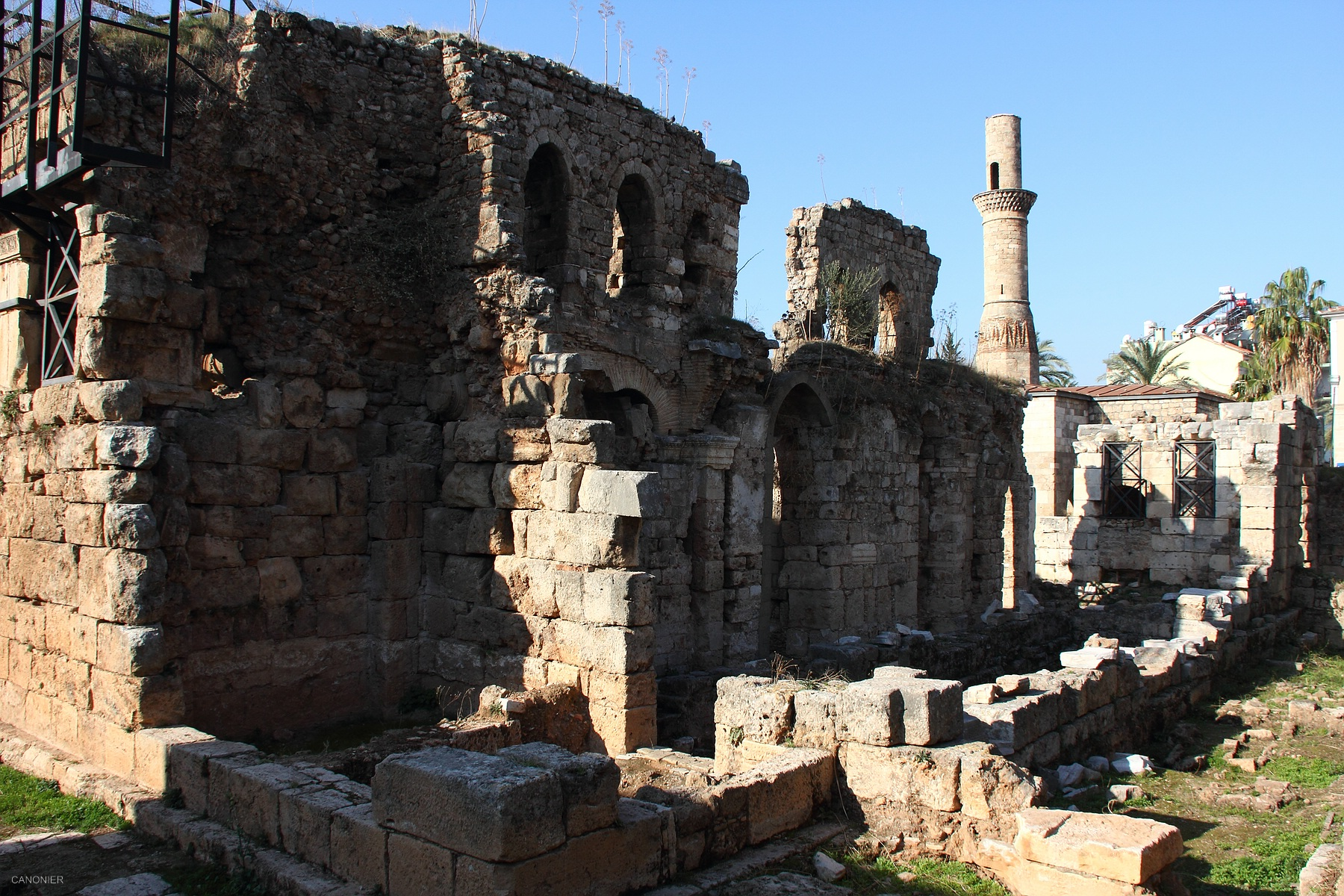
Руїни мечеті, 2011
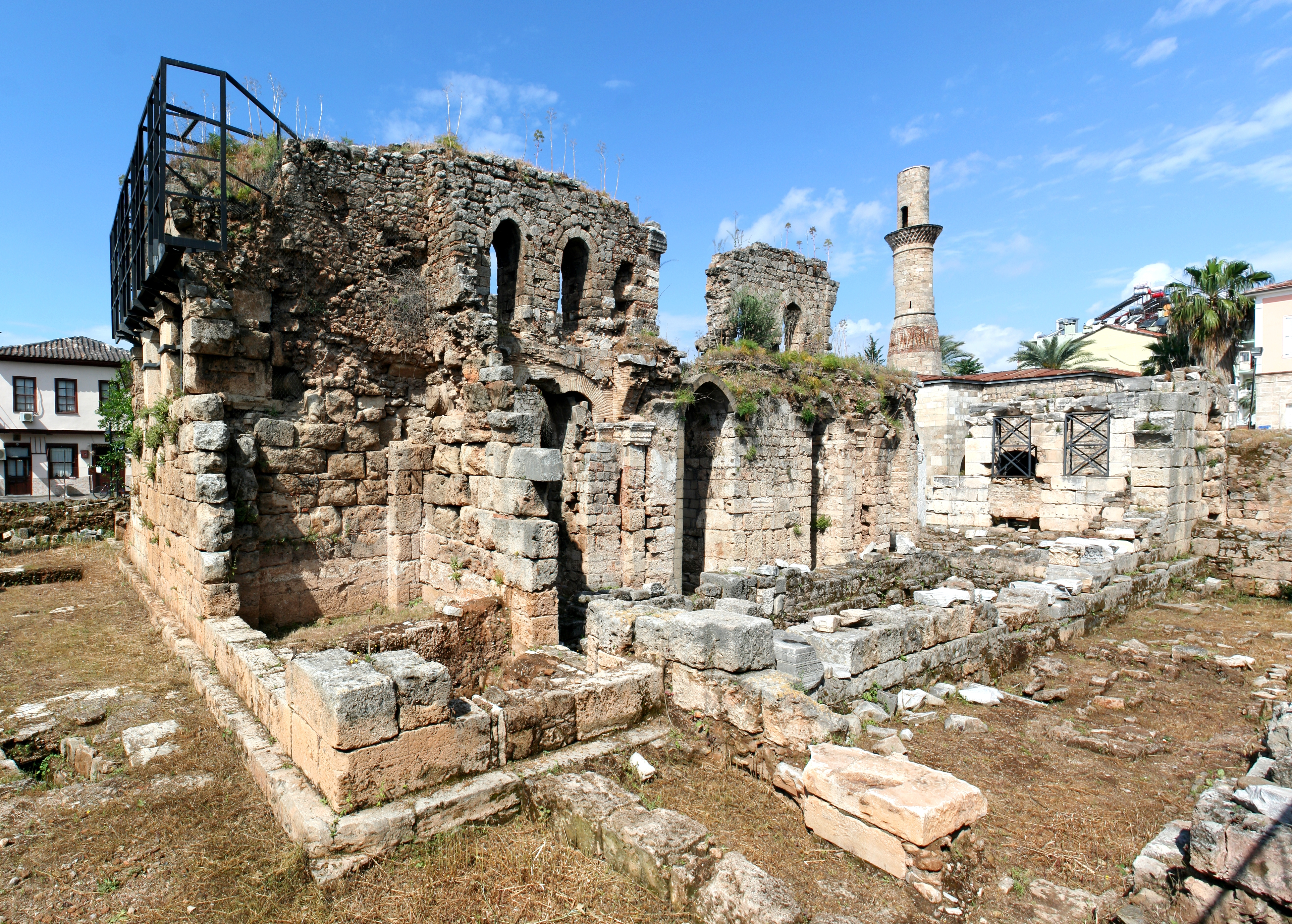
Руїни мечеті, 2012
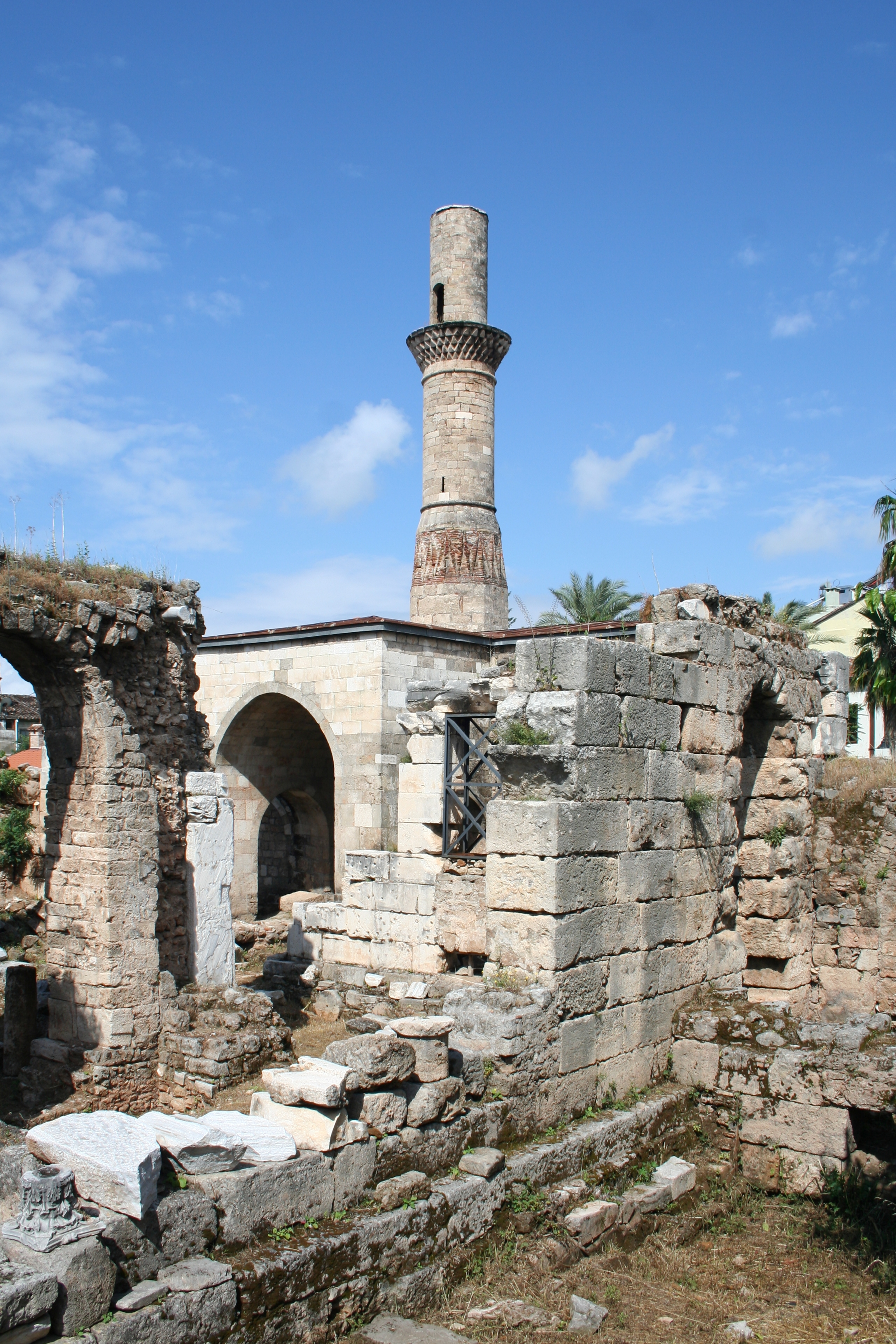
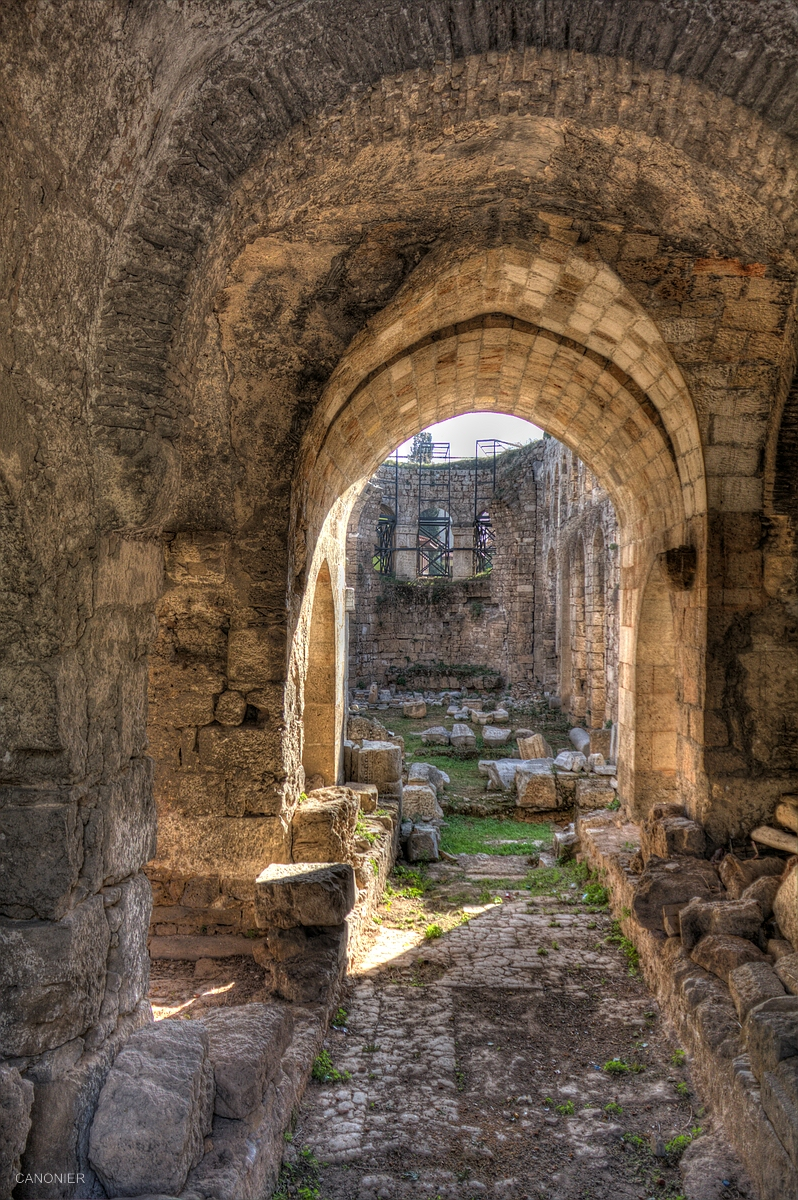
Вид руїн з середини, 2011